# هنر سنگ‌نگاری پیشاتاریخی در دره کوآ و سیگا ورده
سایت‌های هنر صخره‌ای ماقبل تاریخ در درهٔ کوئا و سییِگا وِرده یک میراث جهانی فرامرزی است که در دره کوآ پرتغال و سییگا ورده اسپانیا واقع شده است.

## دره کوآ
سایت هنر صخره ای ماقبل تاریخ دره کوآ یک مکان باستانی در فضای باز متعلق به دوران پارینه سنگی است که در شمال شرقی پرتغال، نزدیک مرز اسپانیا، واقع شده است.
در اوایل دهه ۱۹۹۰، حکاکی‌های صخره‌ای در ویلا نوا د فوز کوآ در حین ساخت سدی در دره رودخانه کوآ کشف شد. این نگاره‌ها شامل هزاران نقاشی حکاکی شده از اسب، گاو و سایر حیوانات، انسان و پیکره‌های انتزاعی، مربوط به ۲۲۰۰۰ تا ۱۰۰۰۰ سال قبل از میلاد هستند. حمایت عمومی، هم در پرتغال و هم در سطح بین‌المللی، برای حفظ آثار باستان‌شناسی و نقاشی‌های سنگی افزایش یافت. در سال ۱۹۹۵ انتخابات منجر به تغییر دولت شد که منجر به لغو پروژه سد شد.
از سال ۱۹۹۵، گروهی از باستان شناسان مشغول مطالعه و فهرست نویسی این مجموعه ماقبل تاریخ هستند. پارک باستان‌شناسی دره کوآ (به پرتغالی: Parque Arqueológico do Vale do Côa (PAVC)) برای پذیرایی از بازدیدکنندگان و تحقیق در مورد یافته‌ها ایجاد شد و موزه کوآ در اینجا پس از یک مسابقه طراحی بزرگ ساخته شد.

## سییِگا وِرده
سیگا ورد (تلفظ در اسپانیایی: [ˈsjeɣa ˈβeɾðe]) یک محوطهٔ باستان‌شناسی در سرانییو، سالامانکا، اسپانیا است. این محوطه در سال ۲۰۱۰ به سنگ‌نگاره‌های درهٔ کوآ پرتغال پیوست و یکی از میراث جهانی اسپانیا شد.
این سایت شامل مجموعه ای از حکاکی‌های صخره‌ای است که در سال ۱۹۸۸ توسط پروفسور مانوئل سانتوخا گومز در طی یک کارزار فهرستی از مکان‌های باستان‌شناسی در دره رودخانه آگوئدا کشف شد. سوژه‌های نقاشی عبارتند از: اسب، آهو، کل و بز، و همچنین گاومیش کوهان دار آمریکایی، گوزن شمالی و کرگدن پشمالو، که در آن زمان هنوز منقرض نشده بودند.
قدمت حکاکی‌ها به فرهنگ گراوتی در دوران پارینه سنگی زبرین (حدود ۲۰۰۰۰ سال پیش) می‌رسد. همچنین بازنمایی‌های انسان‌واره‌ای جدیدتر وجود دارد که قدمت آن‌ها به عصر مجدلیه (حدود ۹۰۰۰ سال پیش) می‌رسد. در مجموع ۹۱ پانل وجود دارد که حدود ۱ کیلومتر سنگ را پوشانده است.